# Víctor García Garzena
Para otras personas llamadas Víctor García, vea Víctor García (desambiguación).
Víctor Joaquín García Garzena (Viña del Mar, 22 de septiembre de 1913 - Santiago, 13 de agosto de 1986) fue un abogado y político chileno, exparlamentario de la República.
Se tituló de abogado en la Universidad Católica de Chile, en 1937. Participó en la elaboración del Código Orgánico de Tribunales.
Fue uno de los fundadores del Partido Nacional en 1966 y fue su primer presidente (1966-1968).
Fue candidato a senador en la elección complementaria de junio de 1967 por las provincias de O'Higgins y Colchagua, pero perdió la elección. Sin embargo, fue elegido senador en las elecciones parlamentarias de 1969 por la misma zona. 
En 1983 fue uno de los fundadores del Movimiento de Unión Nacional, precursor del partido Renovación Nacional.

## Historial electoral

### Elecciones complementarias de 1967
- Elecciones complementarias de 1967, para llenar cupo vacante por la Agrupación Senatorial de O'Higgins y Colchagua

| Candidato                         | Partido | Votos  | %     | Resultado |
| --------------------------------- | ------- | ------ | ----- | --------- |
| María Elena Carrera Villavicencio | PS      | 52.704 | 44,41 | Senadora  |
| Jaime Castillo Velasco            | PDC     | 39.441 | 33,23 |           |
| Víctor García Garzena             | PN      | 26.542 | 22,36 |           |

### Elecciones parlamentarias de 1969
- Elecciones parlamentarias de 1969, Senador Quinta Agrupación Provincial, O'Higgins y Colchagua Período 1969-1977 (Fuente: Diario El Mercurio, 4 de marzo de 1969)

| Candidato                         | Partido | Votos  | %     | Resultado |
| --------------------------------- | ------- | ------ | ----- | --------- |
| Armando Jaramillo Lyon            | PN      | 12.479 | 10,20 |           |
| Víctor García Garzena             | PN      | 14.031 | 11,47 | Senador   |
| Carlos Rosales Gutiérrez          | PCCh    | 16.323 | 13,35 |           |
| Juan Reyes Reyes                  | USOPO   | 1.383  | 1,13  |           |
| Hermes Ahumada Pacheco            | PR      | 8.588  | 7,02  |           |
| Anselmo Sule Cándia               | PR      | 10.238 | 8,37  | Senador   |
| María Elena Carrera Villavicencio | PS      | 20.587 | 16,83 | Senadora  |
| Julio Stuardo González            | PS      | 1.068  | 0,87  |           |
| Ricardo Valenzuela Sáez           | DC      | 16.817 | 13,75 | Senador   |
| José Manuel Isla Hevia            | DC      | 12.151 | 9,93  | Senador   |
| Ernestina Zúñiga Verdugo          | DC      | 484    | 0,40  |           |
| Fernando Cancino Téllez           | DC      | 8.162  | 6,67  |           |

| Predecesor: Creación del partido | Presidente del Partido Nacional de Chile 1966 - 1968 | Sucesor: Sergio Onofre Jarpa |

- Datos: Q11268247
- Multimedia: Víctor García Garzena / Q11268247